# Овідіопольський повіт (Трансністрія)
Овідіопольський повіт (рум. Județul Ovidiopol) — адміністративно-територіальна одиниця губернаторства Трансністрія в роки Другої світової війни. Містився на території Одеської області. Центром повіту був Овідіополь.

## Адміністративний устрій
Овідіопольський повіт складався з міста Овідіополь та чотирьох районів: Біляївського, Вигоднянського (Вигода), Овідіопольського і Францфельдського (Надлиманське).
Керівництво повітом здійснювала префектура на чолі з префектом, а районами керували претури, які очолювали претори.

## Перепис 1941
За даними перепису грудня 1941 року, населення повіту становило 189 809 осіб.
| Овідіопольський повіт   | Кількість жителів | Українці | Румуни | Німці  | Росіяни | Євреї | Болгари | Татари | Поляки | Липовани | Інші |
| ----------------------- | ----------------- | -------- | ------ | ------ | ------- | ----- | ------- | ------ | ------ | -------- | ---- |
| Місто Овідіополь        | 4.324             | 4.159    | 106    | 3      | 43      | -     | -       | -      | 1      | -        | 12   |
| Сільські жителі загалом | 60.252            | 32.796   | 5.930  | 16.604 | 4.756   | 14    | 26      | 6      | 55     | 3        | 62   |
| Повіт загалом           | 64.576            | 36.955   | 6.036  | 16.607 | 4.799   | 14    | 26      | 6      | 56     | 3        | 74   |